# Affaires judiciaires carolorégiennes

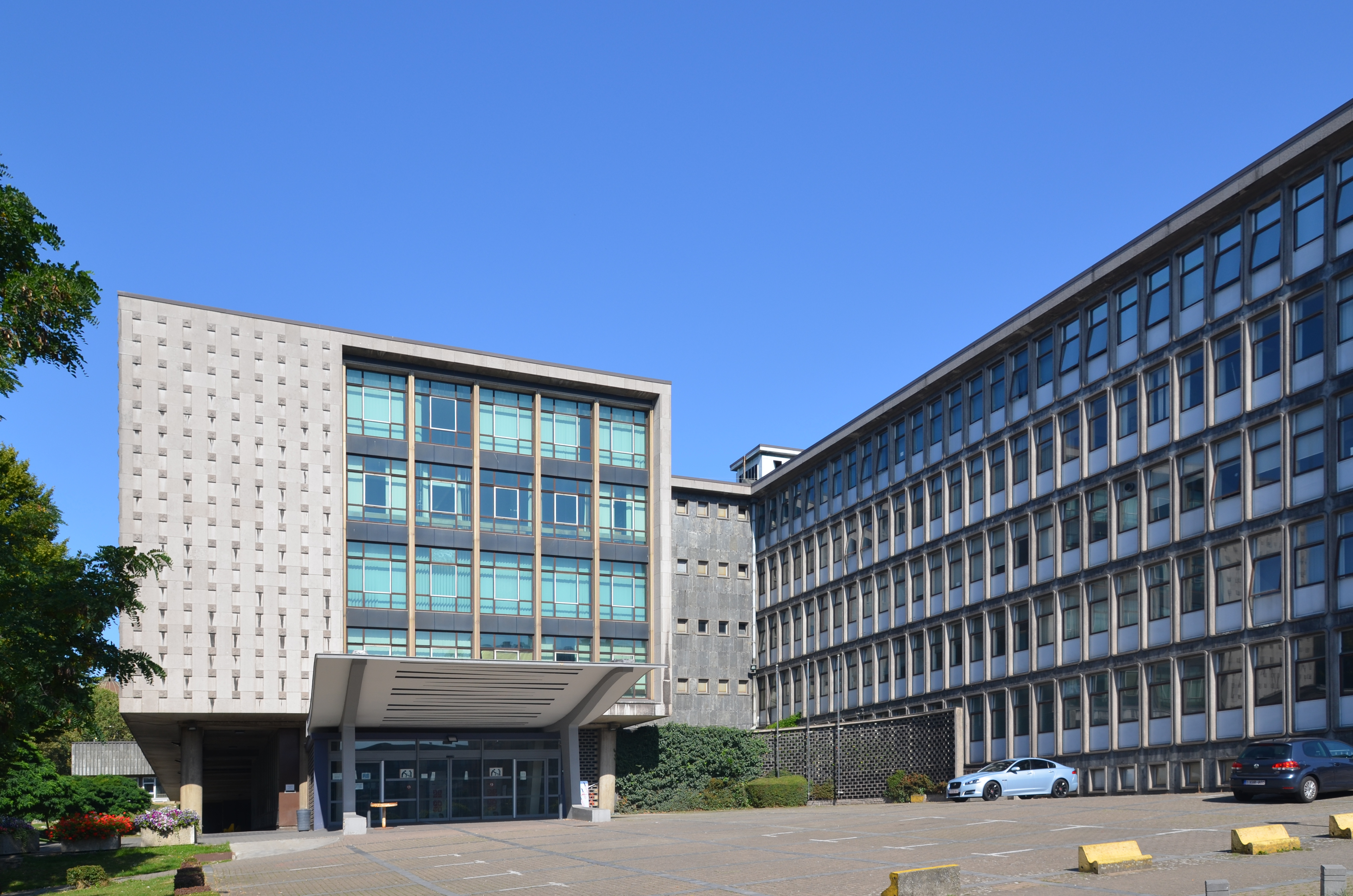
Le Palais de justice de Charleroi.

Entre 2005 et 2007, de nombreuses affaires judiciaires ont mis en cause des personnalités de l'administration communale de Charleroi, en Belgique. Le retentissement et l'impact sont importants au niveau local, régional et même national. Elio Di Rupo, président du Parti socialiste attribue même la défaite de son parti lors des élections législatives du 10 juin 2007 à celles-ci.
Au 16 août 2007, 33 personnes se trouvent inculpées dans différentes affaires par la juge d'instruction de Charleroi, France Baeckeland.
Au 29 juin 2012, les condamnations suivantes ont été prononcées : la chaudière de Carcassonne, l'usage de faux à l'ICDI, la Carolorégienne et le volet écologique à l'ICDI. L'affaire des faux procès-verbaux se solde en mars 2016 par des acquittements ou de simples déclarations de culpabilité.

## La Carolorégienne: gestion des sociétés d'habitations sociales de Charleroi
La ville de Charleroi possède cinq sociétés d'habitations sociales : la Carolorégienne, le Versant Est, le Foyer Marcinellois, le Val d'Heure et le Logis Moderne.
L'affaire de La Carolorégienne éclata le 5 septembre 2005 lorsque le conseiller communal de l'opposition, Olivier Chastel (MR) rendit public un rapport d'audit de la Société wallonne du logement. Ce rapport mettait en cause la gestion de la société de logement social La Carolorégienne.
Ce rapport en cachait un autre, de 2002, plus accablant. Divulgué par Christine Borowiak, journaliste, le 15 septembre 2005 sur les ondes de VivaCité, une radio de la RTBF, celui-ci révèle des malversations et le dossier est mis à l'instruction.
Ce jour-là, après une perquisition dans les bureaux de La Carolorégienne, les échevins André Liesse, président, Claude Despiegeleer, administrateur-délégué et Serge Van Bergen, vice-président, démissionnent. Tous membres de la majorité absolue PS qui dirigeait la Ville de Charleroi depuis 1977, année de la fusion des communes.
Quelques jours plus tard, André Liesse et Claude Despiegeleer démissionnent également de leur poste d'échevin.
Cette affaire mena à l'inculpation de Claude Despiegeleer (qui sera écroué pendant plus d'un mois), Serge Van Bergen et André Liesse ainsi que de l'ancien sénateur Francis Poty, un autre vice-président de La Carolorégienne. Ces inculpations et les pressions médiatiques qui ont suivi ont amené Jean-Claude Van Cauwenberghe, ancien bourgmestre et président de l'Union socialiste communale (USC) de Charleroi à démissionner 30 septembre 2005 de son poste de Ministre-président de la Région wallonne.
- Serge Van Bergen refusera de démissionner en tant qu'échevin, mais sera démis à la suite d'une motion de méfiance votée par le Conseil communal de Charleroi le 29 juin 2006[14].

- Le 12 septembre 2006, Luc Frère, directeur gérant de La Carolorégienne, est inculpé de faux et usage de faux, abus de biens sociaux, détournement et escroquerie.

- En juillet 2007, l'ex-commissaire[15] de la Région wallonne auprès de La Carolorégienne, Jean-Claude Henrotin, sera également inculpé pour n'avoir pas dénoncé la gestion frauduleuse de la société[16].

- Le 20 novembre 2008, la Chambre du Conseil de Charleroi a statué dans le dossier de « La Carolorégienne » : trois anciens échevins (Claude Despiegeleer, Serge Vanbergen, André Liesse) et l'ancien sénateur PS, Francis Poty[17], figurent parmi les inculpés qui sont renvoyés devant le tribunal correctionnel. Tous administrateurs de la société de logements, les inculpés sont renvoyés en correctionnelle. C'est également le cas de responsables administratifs et comptables de « La Carolorégienne », Luc Frère, Jean Paul Tison, Alain Carlier, René Boucheron et Maurice Bruneel, et de Jean-Claude Henrotin, à l'époque commissaire de la SWL. Ces différents inculpés sont poursuivis pour abus de biens sociaux, faux et usage de faux, détournement par fonctionnaire, infraction à la législation sur les marchés publics, prise d'intérêts, infraction à la législation comptable.

Le 23 juin 2010, le tribunal correctionnel de Charleroi condamne Claude Despiegeleer à quatre ans de prison avec sursis partiel pour ce qui dépasse la détention préventive et à 16 500 euros d'amende. Francis Poty, Serge Van Bergen, André Liesse, Jean-Pol Tison, Jean-Claude Henrotin, Marcel Bruneel et René Boucheron sont condamnés, avec sursis, à diverses peines de prison et amende.
Le tribunal fait état dans son jugement d'une « violation flagrante de l'intérêt public » et de « règles de la démocratie au profit des intérêts personnels, financiers ou électoraux » et souligne le rôle central tenu dans cette affaire par Claude Despiegeleer,.

## Carolo bis - détournement de fonds publics au profit de sociétés sportives
La justice aurait mis au jour un système de financement échappant au contrôle du conseil communal. Un transfert de fonds entre la Régie communale autonome et des sociétés sportives. Des transferts qui auraient permis d'embaucher des contractuels au sein d'associations paracommunales tels Charleroi Infra Sports et le Parc des Sports mais ceux-ci ne travaillaient pas dans les structures qui les payent.
- Le 24 mai 2006, Patrick Henseval, chef de cabinet du Bourgmestre Jacques Van Gompel et président de l'équipe de volley Les Dauphines ainsi que Éric Somme, manager du club de basket Les Spirous, sont inculpés de faux et usage de faux, corruption active et détournement de fonds publics.
- Le 8 mai 2007 la juge d'instruction France Baeckeland, a décerné six nouvelles inculpations dans ce dossier à l'encontre des ex-échevins Claude Despiegeleer et Serge Van Bergen, de l'ancien comptable de La Carolorégienne et de Charleroi Infra Sports, Luc Frère, de la gestionnaire du Parc des Sports Jeanine Button, de l'administrateur de la Régie foncière, Philippe Gillet ainsi qu'à l'encontre du trésorier de la Régie foncière Claude Rokens[20].
- Fin janvier 2010, une vingtaine d'inculpés ont été renvoyés devant le tribunal correctionnel par la Chambre du Conseil de Charleroi[21]

## "Despi" et la chaudière de Carcassonne
C'est l’histoire d’une chaudière qui était destinée à chauffer l’eau de la piscine d’une maison à Carcassonne. La chaudière a été installée fin 2004 et payée par la Ville de Charleroi alors que la maison appartient aux fils de l’ancien échevin Claude Despiegeleer. Du coup, Claude Despiegeleer et son ancien bras droit à la Ville Jean-Pol Incecca doivent répondre de faux et de détournement: le Parquet estime qu’ils ont manœuvré pour que la Ville de Charleroi paie les 6 000 euros de la chaudière.
L'affaire se juge fin 2008/janvier 2009. Les avocats de Claude Despiegeleer et de Jean-Pol Incecca plaident l’acquittement. Ils critiquent la procédure: illégale, elle entraînerait la nullité des poursuites et du procès. Me Luc Misson, à la défense de Despiegeleer, estime que les poursuites sont illégales : la juge d’instruction aurait enquêté sur la chaudière avant même d’en être saisie par un réquisitoire du Parquet. Les arguments développés sont essentiellement basés sur la procédure. Quant au fond, c’est le doute que plaident les avocats : comme on ne parvient pas à identifier précisément le bon qui a servi à payer le chauffagiste, il est impossible de prouver qu’il a été commandité par Despiegeleer par le biais d’Incecca.
Le 9 mars 2009, le tribunal correctionnel de Charleroi a condamné Claude Despiegeleer, un an de prison avec sursis de cinq ans, et 25 000 euros d’amende avec sursis pour les quatre cinquièmes. Le 5 mai 2010, la cour d'appel de Mons alourdit la peine à deux ans de prison avec sursis. La président de la cour insiste sur le fait qu'« Il a trompé la confiance de toute la communauté locale ». Le pourvoi en cassation introduit à la suite de cette confirmation de condamnation a été rejeté.

## Les marchés publics truqués
Selon le parquet de Charleroi, depuis au moins dix ans de nombreux marchés publics sont truqués par l'hôtel de ville. Le système mis en place par l'administration communale consistait en la scission de certains marchés publics en vue d'éviter d'avoir recours à des appels d'offres, ainsi qu'en l'utilisation de faux bons de commande, favorisant ainsi des firmes « amies » de remporter ces marchés publics.
En 2006, les hauts fonctionnaires responsables du département Économies d'énergie, Patrick Roeland et Jean-Pol Incecca, appartenant au service dont avait été responsable l'échevin Claude Despiegeleer au sein du département des Bâtiments publics de Charleroi, sont inculpés dans ce dossier.
Le 20 octobre 2006, quelques jours après les élections communales, le bourgmestre de Charleroi, Jacques Van Gompel est inculpé de faux, usage de faux et détournement par fonctionnaire public. À la suite de son inculpation et de son incarcération, il démissionne de son poste de bourgmestre de Charleroi. Il a été placé sous mandat d'arrêt et transféré à l'institution pénitentiaire de Jamioulx. Le premier échevin de Charleroi, le socialiste Jean-Pol Demacq assure la fonction de bourgmestre jusqu'au 4 décembre 2006.
La justice reproche notamment à Jacques Van Gompel d'avoir commis un faux au cours du collège communal du 30 décembre 2005, auquel aurait également participé les échevins socialiste Marc Parmentier, devenu président du CPAS, Jean-Pol Demacq, toujours échevin de l'Éducation, et Léon Casaert, devenu bourgmestre ainsi que le receveur communal Pierre Oversteyns et le secrétaire communal Eric Lecomte.
Le 8 mars 2007, le receveur communal Pierre Oversteyns, responsable de tous les paiements effectués par la Ville de Charleroi, et le secrétaire communal Eric Lecomte sont inculpés pour faux et usage de faux par fonctionnaire public par la juge France Baeckeland, mais laissés en liberté. La justice reproche à Pierre Oversteyns d'avoir effectué le payement de bons de commande antidatés signés par Jacques Van Gompel, et à Eric Lecomte de ne pas avoir contrôlé la légalité de ces transactions. À la suite de leur inculpation, les deux hauts fonctionnaires ont été suspendus de leur fonction par le collège communal.
Le 30 mars 2016, Jacques Van Gompel, Claude Despiegeleer, Marc Parmentier et Éric Lecomte (ce dernier reconnu coupable d'un seul fait) bénéficient d'une simple déclaration de culpabilité. Les directeurs Jean-Pol Incecca et Patrick Roelandt obtiennent la suspension du prononcé : selon le tribunal, ils ont commis des fautes, mais sous pression politique. Jean-Pol Demacq, alors échevin de l'enseignement, et Pierre Oversteyns, alors receveur communal, sont acquittés, ce dernier ayant dénoncé plusieurs irrégularités sans être suivi par sa hiérarchie. La plupart des fonctionnaires poursuivis sont acquittés à l'exception d'Henri Stassen et Alain Denil.

## Intercommunale de collecte et de destruction des immondices
Il y a deux affaires distinctes mettant en cause certains responsables de l'ICDI, le volet faux et usage de faux et le volet écologique.

### Volet faux et usage de faux
Dans la première catégorie, la justice fait les reproches suivant aux responsables de l'ICDI :
- Signatures de conventions de sponsoring à la suite de procès-verbaux truqués de réunions n'ayant pas eu lieu[29].
- l'ICDI aurait payé un ancien footballeur comme relation publique d'un club de football en salle Action 21.
- Certains employés et véhicules de l'ICDI auraient travaillé dans des associations présidées par le directeur de l'ICDI, Lucien Cariat.
- Subsides versés à des associations culturelles qui s'occupent de marches de l'Entre-Sambre-et-Meuse. l'ICDI a, par exemple, comblé le déficit de l'association qui s'occupe de la Sainte-Rolende de Gerpinnes[30].
- Lucien Cariat a continué à percevoir son double salaire de président-directeur, alors qu'un décret de la Région wallonne avait interdit le cumul de ces mandats[30].
- Frais de voyages n'ayant aucun rapport avec l'ICDI[30].
- Réunions fictives ayant donné lieu à des jetons de présence[30].

L'échevin de l'Environnement de Charleroi, Lucien Cariat, également président de l'Intercommunale de Collecte et de Destruction des Immondices, l'ICDI et du Foyer marcinellois, ainsi que Christian Blondeel, directeur financier, sont emprisonnés 45 jours en détention préventive du 18 mai au 4 juillet 2006 pour faux, usage de faux, détournement par un fonctionnaire public et abus de biens sociaux, dans la gestion de l'ICDI. À la suite de cet emprisonnement, Lucien Cariat a dû démissionner de son mandat d'échevin de l'Environnement de Charleroi et à l'ICDI, il est remplacé par le vice-président et bourgmestre de Gerpinnes, Roland Marchal.
- En septembre 2006, à la suite de pressions internes, Roland Marchal démissionnait de la présidence de l'ICDI[32].
- Le 26 mai 2006, Claude Piraux, responsable des parcs à conteneurs de l'ICDI, est inculpé de menaces et de détournement. Il sera placé sous mandat d'arrêt et incarcéré pendant un mois[33].
- Le 10 mai 2007, la juge d'instruction de Charleroi, France Baeckeland, confirme l'inculpation, pour d'abus de biens sociaux, faux et usage de faux par fonctionnaire public et détournement, des personnes qui composaient le comité de direction de l'ICDI au moment de supposé détournement de fonds. Il s'agit de Lucien Cariat de l'ancien député régional et ancien bourgmestre socialiste de Gerpinnes, Roland Marchal, l'ancien échevin de Charleroi Serge Omer et l'échevin de Châtelet Henri Lemarque[29]. La justice évoque également l'achat d'un bâtiment par l'ICDI revendu à des conditions avantageuses à la commune de Gerpinnes (dont Roland Marchal était le bourgmestre)[32].
- En octobre 2008, à la suite d'un incroyable cafouillage dans la tenue de l'échéancier, Lucien Cariat, ex-échevin PS de Charleroi et président de l'ICDI inculpé, a repris possession, en toute légalité, des deux millions d'euros qui lui avaient été saisis.
- Le 9 octobre 2009, Lucien Cariat est condamné à trois mois de prison avec sursis de trois ans pour le non-payement de cotisations sociales[34].
- Le 29 juin 2012, il est condamne pour faux, détournements, abus de biens sociaux et mise à disposition illégale de personnel, à une peine de 2 ans de prison avec sursis, 11 000 € d'amende et 100 000 € confisqués au profit de d'ICDI[35].

### Volet écologique
Dans la semaine du 26 février 2007, Lucien Cariat s'est vu signifier des inculpations concernant le volet environnemental de la gestion de l'ICDI. Et notamment le traitement des déchets toxiques au sein du parc à conteneurs de Couillet : plaques d'Eternit écrasées, sans aucune mesure de précaution, à l'aide de bulldozers ; frigos démontés sans aucune mesure contre les émanations de fréon.
Le tribunal correctionnel de Charleroi a condamné Lucien Cariat, et son fils Luc qui occupait la fonction de directeur, le 26 avril 2012, estimant que la facilité et un coût moindre avait été privilégiés à la sécurité et l'environnement.

## Les affaires et leur impact sur la vie politique communale
La tripartite PS, MR, CDH, mise en place le soir des élections du 8 octobre 2006 avec comme bourgmestre Léon Casaert, dure jusqu'au 28 mai 2007, date à laquelle les deux échevins MR, Olivier Chastel et Philippe Sonnet, décident de quitter la majorité à la suite de ce qu'ils nomment un « manque de loyauté » du PS de Charleroi dans le problème du départ forcé de Jean-Pol Demacq, échevin PS inculpé de faux et usage de faux par fonctionnaire public. Ce dernier présente également sa démission. Les trois démissions seront entérinées lors d'une réunion extraordinaire du Conseil communal le 1er juin 2007.
Le 11 juin 2007, au lendemain des élections législatives fédérales, Elio Di Rupo, président du PS, annonce la mise sous la tutelle de l'Union socialiste communale de Charleroi par l'intermédiaire de Paul Magnette, délégué par les instances du PS. Il demande par ailleurs la démission du bourgmestre et de tous les échevins PS de Charleroi. Ce sera fait le lendemain, date à laquelle l'ensemble du collège, y compris l'échevin cdH Jean-Jacques Viseur, démissionne.
En date du 18 juin 2007, la plupart des membres du collège de la précédente législature sont inculpés dans ce même dossier. C'est le cas de l'ex-bourgmestre Jacques Van Gompel et des échevins ou ex-échevins Jean-Pol Demacq, Claude Despiegeleer, Serge Van Bergen, Claude Bael, Gérard Monseux, Lucien Cariat, Christian Renard, André Liesse et Léon Casaert, le bourgmestre alors en cours de mandat.
Inculpés pour faux et usage de faux par fonctionnaire public, il leur est reproché d'avoir pris part à la confection de faux procès-verbaux de collège échevinal, une infraction qui aurait duré plusieurs années, selon le schéma des collèges ouverts,
Le 19 juin 2007, Marc Parmentier, alors échevin et président du CPAS est inculpé dans ce dossier pour la période où il a succédé à Claude Despiegeleer, à savoir d'octobre 2005 à décembre 2006.
Le 20 juin 2007, c'est au tour de l'ex-échevine Evelyne Druart, devenue conseillère communale, d'être inculpée.
Un nouvel accord de majorité est signé et le nouveau collège installé le 9 juillet 2007. Le PS obtient sept échevins dont le président du CPAS ; le MR, deux échevins ; le CDH, un échevin plus le poste de bourgmestre qui va à Jean-Jacques Viseur. Les trois derniers échevins ayant siégé sous l'ancienne majorité socialiste, à savoir Serge Beghin, Viviane Vanacker et Bernard Van Dyck sont eux aussi inculpés pour le même chef d'inculpation, le 16 août 2007.
À la suite de la démission de Jean-Jacques Viseur pour des raisons médicales, Éric Massin devient bourgmestre le 16 février 2012. Un nouveau pacte de majorité est voté et le collège communal remanié.
Le 30 mars 2016, estimant que les faits, reconnus par les prévenus, étaient symptomatiques du « mépris pour les principes démocratiques, de la naïveté déconcertante des politiques et de leur méconnaissance interpellante de la loi » et relevaient donc de l'incompétence et non de la malhonnêteté, le tribunal acquitte tous les prévenus poursuivis dans ce dossier, dont les ex-échevins Lucien Cariat, Serge Van Bergen, Evelyne Druart et Léon Casaert.

## Impact médiatique et montants détournés
Même si ces affaires fortement médiatisées ont eu un impact important dans l'opinion publique, Didier Albin en relativise l'importance au vu des sommes en jeu dans des scandales qui ont touché certaines autres villes. Par exemple Marbella, en Espagne où 2,4 milliards d'euros de biens d'origine douteuse ont été saisis, le conseil municipal dissous, l'ex-maire arrêté et cinq anciens conseillers mis en détention provisoire.